# Hassan Najmi
Hassan Najmi (Ben Ahmed, 7 marzo 1960) è un poeta, scrittore e giornalista marocchino.

## Biografia
Negli anni ‘80 si è laureato in letteratura araba all’Università Mohammed V di Rabat e ha conseguito un dottorato di ricerca in ambito letterario con una tesi sulla poesia orale e la musica tradizionale in Marocco. Collabora attivamente con vari giornali, riviste e organizzazioni politiche e culturali e nel 1996, insieme a un gruppo di poeti marocchini, tra cui Mohammed Bennis, ha contribuito a fondare la Casa della poesia, un’associazione che promuove la poesia marocchina a livello nazionale e internazionale. Dal 1998 al 2005 è stato presidente dell’Unione degli scrittori del Marocco e dal 2018 è presidente di Pen International in Marocco, un'associazione di scrittori che promuove la letteratura e la libertà di espressione.

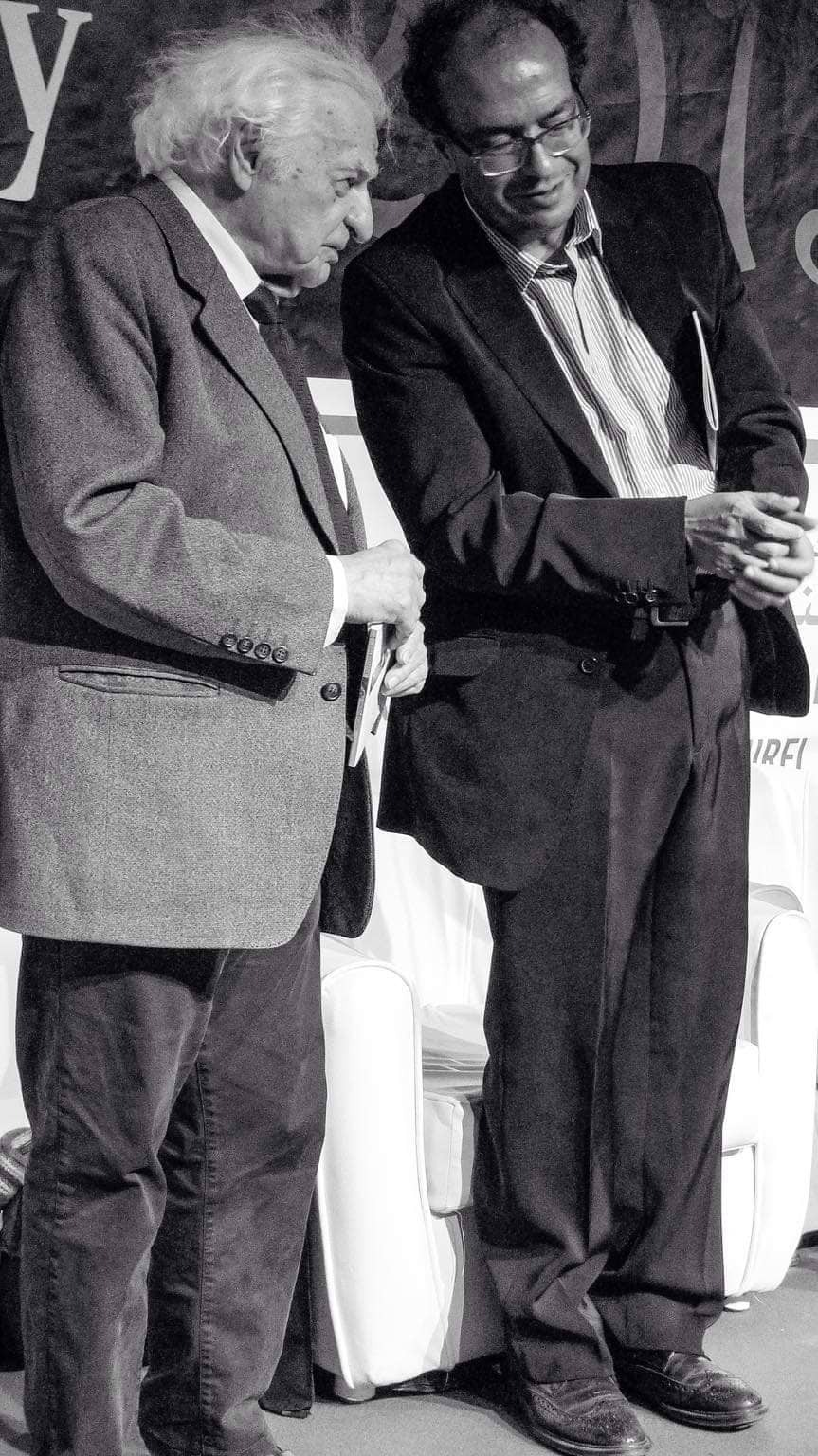
Hassan Najmi e Yves Bonnefoy

I suoi testi sono stati tradotti in almeno dieci lingue (tra cui francese, inglese, italiano, tedesco, spagnolo, turco, e persiano).
Nel tempo la sua scrittura ha subito una notevole evoluzione: se la sua prima raccolta “A te il regno, o lavanda” risentiva ancora dell’influenza di importanti poeti marocchini (come Ahmed Mejjati, Mohammed Serghini e Abdelkarim Tabbal) le sue opere più recenti sono influenzate da poeti arabi (Adonis, Mahmud Darwish e Saadi Youssef) e dalla poesia di Giuseppe Ungaretti, Guillevic, Yannis Ritsos, Anna Achmatova e Borges, mostrando una rottura con la tradizione sia nella forma che nei contenuti. La sua è una poesia in continuo cambiamento grazie alle esperienze che lo scrittore ha fatto in Marocco e nel resto del mondo.

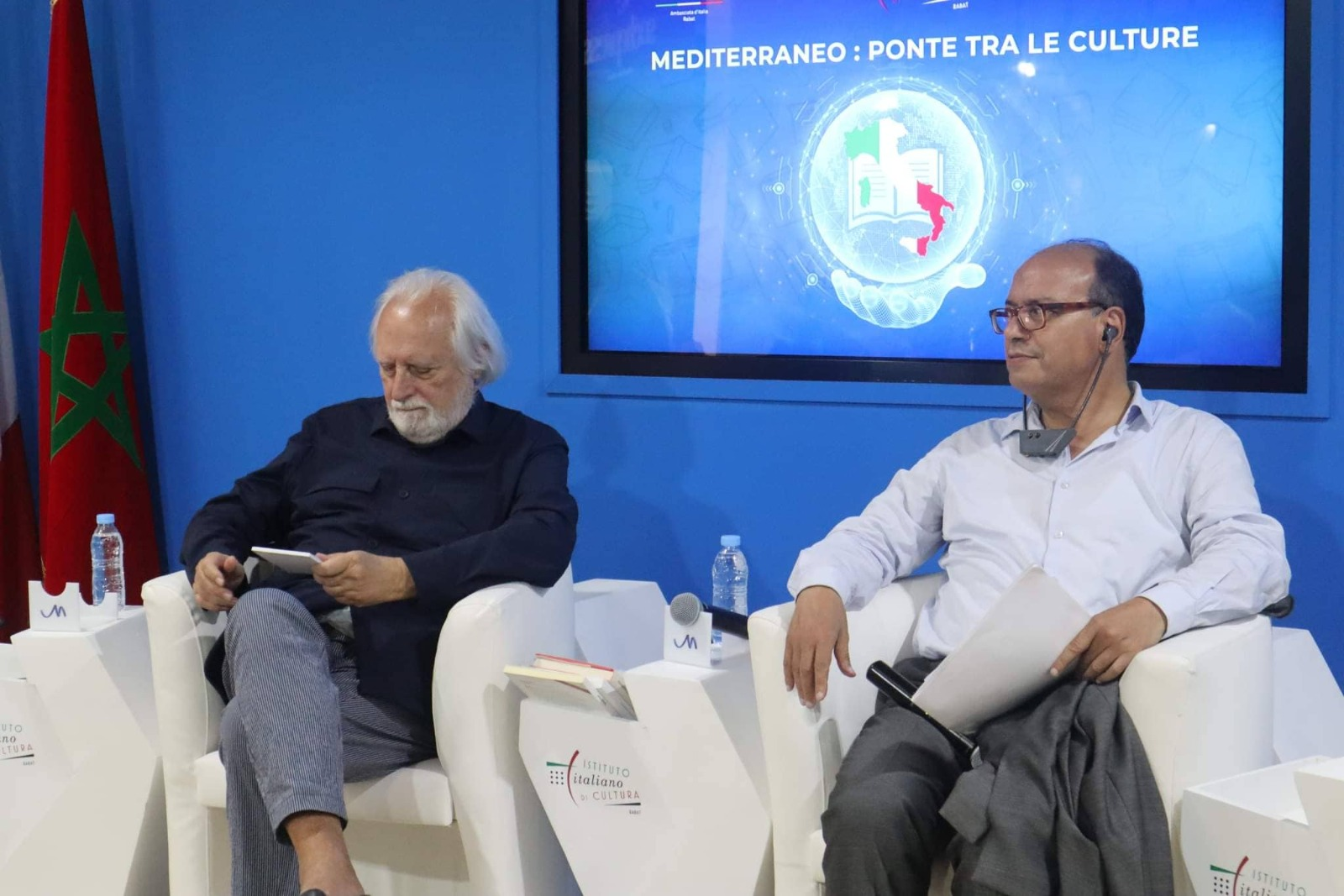
Hassan Najmi e il poeta italiano Giuseppe Conte, autore della prefazione alla sua raccolta "In disparte e altre poesie" (Astarte, 2021), a Rabat nel 2022

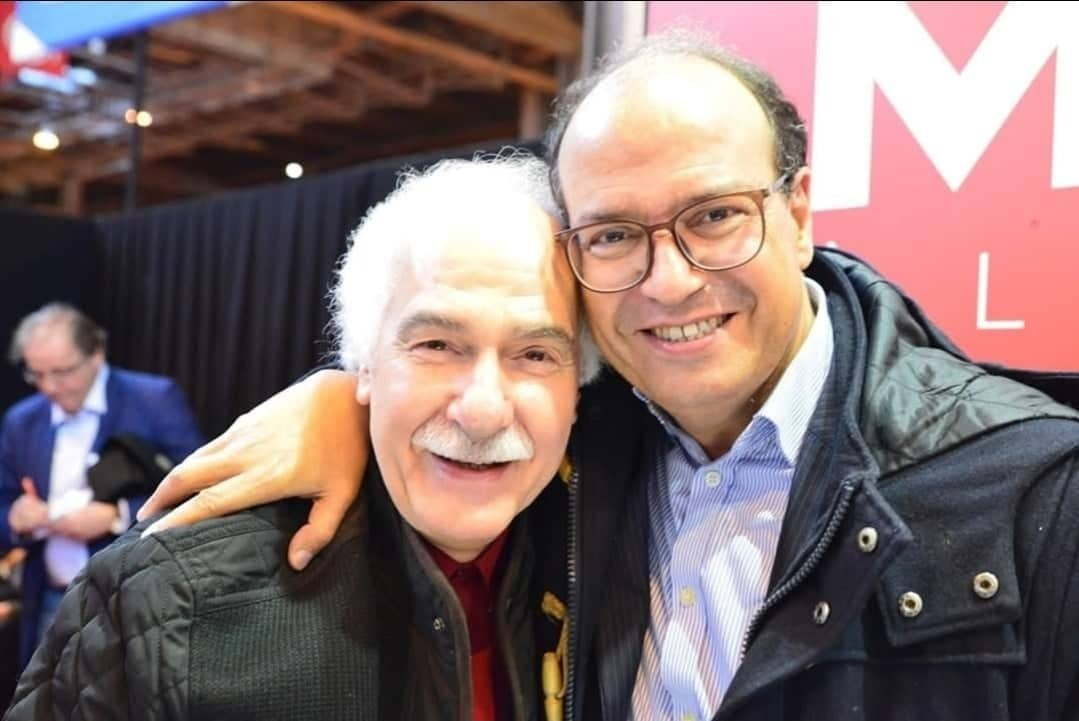
Hassan Najmi insieme a Abdellatif Laâbi

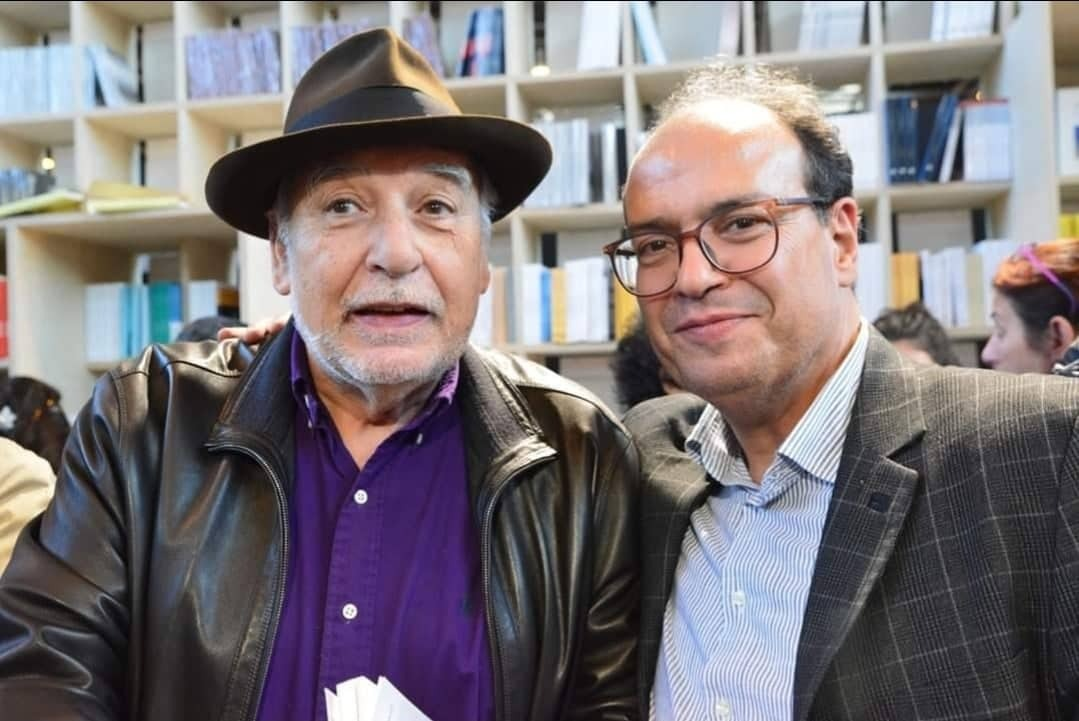
Hassan Najmi insieme a Tahar Ben Jelloun

## Premi
Hassan Najmi è uno dei poeti marocchini più premiati; solo in Italia gliene sono stati attribuiti tre.
Nel 2009 ha vinto il premio “Premio Rocca Flea” per la raccolta di poesie Le Bagnanti (Italia)
Nel 2011 ha vinto il premio “Prix du Maroc du Livre”
Nel 2015 ha vinto il premio “Arnaldo Fortini” dedicato alla fraternità (Assisi, Italia) e il “Premio Speciale alla Poesia” nella VII edizione del Premio Letterario Città di Martinsicuro (Italia)
Nel 2016 ha vinto il premio “Prix Mondial de Fès pour la Création”
Nel 2017 ha vinto il premio “Prix Gutenberg Maroc”

## Raccolte di poesie
Le sue poesie sono in grado di evocare e allo stesso tempo di donare parlando di cose ordinarie, di persone comuni e sentimenti condivisi attraverso espressioni che non risultano mai troppo astratte (tipico della poesia marocchina moderna), ma sono sempre ben tangibili.                              

### Raccolte di poesie in traduzione italiana
1990: Le Bagnanti e una eternità breve. Traduzione di Cherrati Reddad, Kimerik.
2016: Il Sorriso dell’Alchimista. Traduzione di Amel Jalled, Felice Edizioni.
2021: In disparte e altre poesie. Traduzione di Sana Darghmouni, Astarte Edizioni.